# Киевский метрополитен
Ки́евский метрополите́н (укр. Ки́ївський метрополіте́н; с 1977 года по 1990-е — Ки́евский метрополите́н и́мени В. И. Ле́нина, укр. Ки́ївський метрополіте́н íменi В. I. Ле́нiна) — скоростная внеуличная (преимущественно подземная) транспортная система метрополитена в Киеве. После открытия 6 ноября 1960 года стал третьим по счёту в СССР после Московского и Ленинградского и первым на территории УССР (позже — Украины). Эксплуатацию Киевского метрополитена осуществляет коммунальное предприятие (КП) «Киевский метрополитен».
Киевский метрополитен представляет собой многопрофильное предприятие, современный сложный инженерный комплекс. В его составе действуют одиннадцать эксплуатационных служб, три электродепо (ТЧ-1 «Дарница», ТЧ-2 «Оболонь» и ТЧ-3 «Харьковское»), дирекция строительства метрополитена.
В Киевском метрополитене действует линейная система движения поездов.
Киевский метрополитен имеет три действующие линии, суммарная эксплуатационная длина которых — 69,648 км. Пассажирам доступно 52 станции с тремя пересадочными узлами, расположенными треугольником в историческом центре Киева.
Станция «Арсенальная», открытая в составе первой очереди Святошинско-Броварской линии «Вокзальная» — «Днепр» с 6 ноября 1960 года по 25 января 2022 года была самой глубокой в мире, располагаясь на 105,5 метрах (расстояние от поверхности земли до нижнего свода станции — она находится под холмом. Чтобы спуститься к поезду, это расстояние необходимо преодолеть двумя эскалаторами). Впоследствии этот статус отошёл станции «Хунъяньцунь» Чунцинского метрополитена (Китай) глубиной 116 метров.
Четыре станции первой очереди метрополитена («Вокзальная», «Университет», «Крещатик», «Арсенальная») признаны памятниками архитектуры местного значения, ещё три станции («Днепр», «Лыбедская», «Золотые ворота») имеют статус «вновь выявленный объект культурного наследия».
В 1981 году награждён орденом Трудового Красного Знамени.
В 1979 году Киевскому метрополитену были присвоены звания «Предприятие высокой культуры производства» и «Образцовое предприятие г. Киева».
С начала XXI века озвучиваются планы прокладки четвёртой — Подольско-Вигуровской линии, известной также как «метро на Троещину». Они постоянно сдвигаются из-за нехватки финансирования.
После открытия неделю работал в экскурсионном режиме.

## Инфраструктура
Линии метрополитена пересекают все 10 районов города, однако покрытие весьма неравномерно: в Шевченковском районе — 11, Печерском — 10, в Дарницком и Голосеевском — по 7, в Оболонском и Днепровском — по 4, в Подольском и Святошинском — по 3, в Соломенском — 2 и, наконец, в Деснянском — только одна станция метро. Наземный участок Святошинско-Броварской линии (6,7 км) имеет 2 мостовых перехода — через р. Днепр и Русановский пролив и 2 путепровода. Пассажиров метрополитена обслуживают 119 эскалаторов, действующие на 25 станциях.
В 2007 году было перевезено 641,8 млн пассажиров, в 2008 году — 663,9 млн пассажиров.
За 2009 год перевезено 502,9 млн пассажиров, за 2010 год — 504,3 млн пассажиров, за 2011 год — 519,0 млн пассажиров, за 2012 год — 526,6 млн пассажиров, за 2013 год — 536,2 млн пассажиров.
Наиболее загруженные станции по линиям (среднесуточно, за 2009 год): «Лесная» — 64,7 тыс. пассажиров, «Вокзальная» — 66,5 тыс. пассажиров, «Почайна» — 52,9 тыс. пассажиров, «Лыбедская» — 52,2 тыс. пассажиров, «Лукьяновская» — 22,6 тыс. пассажиров, «Позняки» — 37,8 тыс. пассажиров.
Наименее загруженные станции по линиям: «Днепр»— 4,2 тыс. пассажиров, «Гидропарк» — 7,8 тыс. пассажиров, «Почтовая площадь» — 11,2 тыс. пассажиров, «Тараса Шевченко» — 15,5 тыс. пассажиров, «Славутич» — 6,6 тыс. пассажиров, «Красный хутор» — 5,2 тыс. пассажиров.
| # | Название               | Конечные станции                        | Цвет      | Введена в строй | Количество станций | Протяжённость (км) |
| - | ---------------------- | --------------------------------------- | --------- | --------------- | ------------------ | ------------------ |
|   | Святошинско-Броварская | «Академгородок» — «Лесная»              | Красный   | 6.11.1960       | 18                 | 22,75              |
|   | Оболонско-Теремковская | «Героев Днепра» — «Теремки»             | Синий     | 17.12.1976      | 18                 | 20,95              |
|   | Сырецко-Печерская      | «Сырец» — «Красный Хутор»               | Зелёный   | 31.12.1989      | 18                 | 23,9               |
|   | Подольско-Вигуровская  | «Кольцевая дорога» — «Братиславская»    | Оранжевый | Проектируется   | 14—20              | ~16                |
|   | Левобережная           | «Улица Милославская» — «Осокорки-Южные» | Голубой   | Проектируется   | 18                 | ~11,5              |
|   | Вышгородско-Дарницкая  | «Кольцевая дорога» — «Дарницкий вокзал» | Жёлтый    | Проектируется   | 19                 | ~27                |
|   | Всего:                 |                                         |           |                 | 52                 | 67,6 км            |

## История
См также Список пусковых участков и новых станций Киевского метрополитена

### Предыстория
В 1884 году, впервые в Российской империи[уточнить], в Киеве был рассмотрен проект подземной железной дороги. Проект предусматривал проведение тоннелей от пристани на Днепре до железнодорожного вокзала через Почтовую площадь и Бессарабку. Однако депутаты городской думы отклонили этот проект.
Идея создания скоростного городского транспорта в Киеве вновь рассматривается в 1916 году. Тогда члены русско-американской торговой компании попытались собрать деньги для создания метрополитена в Киеве. Однако городская управа дала отказ торговой компании. В 1918 году о метрополитене вспомнили вновь — это было связано с планами гетмана Украины Павла Скоропадского превратить район Зверинец в наилучший район города. Этим планам тоже не суждено было сбыться, так как власть перешла к Симону Петлюре.
Только спустя двадцать лет планы по строительству метро в Киеве обрели правдоподобие. 9 июля 1936 года Президиум Киевского городского совета рассмотрел дипломную работу выпускника Московского института инженеров транспорта Папазова «Проект Киевского метрополитена». За этот проект молодой инженер был награждён премией размером в 1000 рублей. По Киеву пошли слухи о том, что в городе в скором времени будет построен метрополитен; это привело к тому, что в Киев стали поступать письма от специалистов горно-шахтного дела с предложениями оказать свою помощь при проектировке и строительстве. Киевский Горсовет некоторое время отвечал не в пользу метро, но в 1938 году начались предварительные работы, которые прекратились с началом Великой Отечественной войны.

### Строительство
Строительство метрополитена началось в 1949 году. Проходка туннелей сопровождалась постоянными усложнениями — своеобразный рельеф местности, затопления которые размывали подземные пласты и другие непредсказуемые проектом обстоятельства. Из за этого возникли существенные отставания в графиках выполнения работ. Летом 1949 года метрострой заложил первые шахты, а первые соединения туннелей — между станциями «Крещатик» и «Арсенальная» — состоялось в декабре 1951 года. Последние соединения туннелей на первом пусковом участке состоялись в мае 1959 года между станциями «Вокзальная» и «Университет».
Тяжёлым заданием для метростроителей была постройка промежуточного вестибюля станции «Арсенальная». Кроме того, в 1954 году финансирование постройки Киевского метрополитена на некоторое время приостановили, поскольку значительные усилия СССР были направленные на освоение целинных земель.
На начале 1958 года был оглашён конкурс на лучшие проекты станций и создана комиссия по рассмотрения конкурсных работ. В её состав входили представители общественных организаций города, академий строительства и архитектуры СССР и УССР, скульпторы, художники, писатели, руководители Главтоннельстроя, Метрогипротранса и Киевметростроя. В июле того же года открылась выставка коллективных проектов, где было представлено 80 работ. Из них были выбраны пять лучших, которые и были воплощены при строительстве станций «Вокзальная», «Университет», «Крещатик», «Арсенальная» и «Днепр», вошедших в первую очередь строительства Киевского метрополитена.
При строительстве тоннелей первой очереди было использовано 660,4 тыс. кубометров бетона и железобетона, на облицовку станций и вестибюлей ушло около 7300 м² гранита и мрамора.
6 ноября 1960 года была открыта первая очередь Киевского метрополитена — участок Святошинско-Броварской линии протяженностью 5,2 км с пятью станциями от «Вокзальной» до «Днепра».

### Первые годы работы
Первый тестовый рейс 22 октября 1960 года провёл машинист Московского метрополитена Алексей Симагин, после чего, на официальном открытии 6 ноября 1960 года, его сменил киевлянин Иван Виноградов.
Одновременно с пуском метро возникла проблема создания депо для подвижного состава. Поэтому на Набережном шоссе возле станции «Днепр» в бывших помещениях Метростроя разместили временное депо, имевшее помещение для ремонта вагонов на два вагоно-места с мостовым краном, ремонтные цеха и управление электродепо. Рядом была котельная на твердом топливе, компрессорная, небольшой состав горюче-смазочных материалов, также построен склад для запчастей и материалов. Однако депо не имело подъездных железнодорожных путей и поэтому было не в состоянии должным образом выполнять свои функции.
Линию обслуживали трёхвагонные поезда из вагонов типа «Д» производства Мытищинского машиностроительного завода. Вагоны метрополитена, прибывавшие с завода на станцию Дарница Юго-Западной железной дороги, переставляли на специальные тележки и трамвайным мотовозом доставляли в депо «Днепр» по трамвайному пути. Для доставки подвижного состава на станцию использовался путь, ведущий к поворотному кругу, который находился точно под станцией. Вагон завозили на это устройство, после чего он возвращался так, чтобы стать параллельно с рельсами на станции, а затем поднимался вверх. Рельсы поворотно-подъёмного круга точно стыковались с рельсами на станции, и вагон съезжал из круга, позволяя следующему повторить данное действие. Из-за неудобства в транспортировке вагонов большая часть подвижного состава ночевала в туннелях, а в депо заезжала только для техосмотра и ремонта. Создание такого депо было временным явлением, потому что станции первой очереди метро имели глубокое залегание, что делало невозможным создание постоянного надземного депо в этой местности.
Метрополитен тогда подчинялся Министерству путей сообщения СССР, а не городскому совету. Кроме того, турникетов в это время не было и пассажиры просто предъявляли билеты контролёру. Все машинисты проходили обучение в Москве. 22 октября 1960 машинист Московского метрополитена, москвич Алексей Симагин и киевлянин Иван Виноградов, бывший машинист электродепо станции Киев-Пассажирский, повели пробный поезд. Симагин был за контроллером, а Виноградов — помощником, он готовился к главному выезду. 6 ноября они поменялись местами, и в день открытия киевлянин Иван Виноградов стал первым машинистом, официально открывшим движение поездов Киевского метрополитена.

### Последующее строительство
Второй пусковой участок Киевского метрополитена открыт в 1963 году. Открылись две новые станции — «Политехнический институт» и «Завод Большевик».
С 1964 года Киевскому метро начали поставлять новые вагоны типа Е. Следующие станции «Гидропарк», «Левобережная» и «Дарница» открыли вместе с мостом Метро и Русановским метромостом на восточном конце линии в 1965 году. Как и «Днепр», все три новых станции были наземные, а «Гидропарк» вообще построили в одноимённом парке на острове. Чтобы обслуживать и хранить подвижной состав, вместо временного депо «Днепр» открылось депо «Дарница» (ТЧ-1) между станциями «Левобережная» и «Дарница», которое имело гейт со станцией Киев-Днепровский, чтобы перевозить новые вагоны метрополитена из железной дороги. Кроме того, на станции «Крещатик» начали строить летом 1960 второй эскалаторный наклон с выходом в сторону Институтской улицы, а открыли его 4 сентября 1965. При этом центральный зал станции продлили на 40 метров.
В 1968 году линия снова продлена — возведена станция «Комсомольская» («Черниговская»), за оборотным тупиком которой построен первый пункт технического обслуживания, проводивший в нём техосмотр и мелкий ремонт поездов.
В 1969 году подвижной состав метро почти полностью изменился — все вагоны типа «Д» были переданы в Ленинград для обслуживания станций закрытого типа, а вместо них Киев получил ленинградские вагоны типа Е. А уже в следующем году изменилось формирование поездов: они стали четырёхвагонными; в депо поступили вагоны новой модификации — Еж/Еж1.
В конце мая 1970 года был открыт третий выход со станции «Крещатик». Он выходил из промежуточного вестибюля второго эскалаторного наклона на улицу Карла Маркса (Архитектора Городецкого).
1971 запущены в эксплуатацию три станции мелкой закладки «Октябрьская» («Берестейская»), «Нивки» и «Святошин» с пунктом технического обслуживания в тупике в западной части линии, а ещё Гаванским путепроводом на перегоне между «Октябрьской» и «Нивками» имеет вид двухуровневого моста через железную дорогу, в первом ярусе которого автомобильное шоссе, а под ним метро). С 1972 года все поезда стали пятивагонными; с тех пор число вагонов на всех трёх линиях неизменно.
Кроме того, 23 августа 1972 года на станции «Арсенальная» был отмечен миллиардный пассажир — рабочий завода Арсенал В. Голиков. Пассажир принял поздравления от главного инженера метро Р. Заграничного и получил бесплатный годовой проездной билет. В 1973—1974 годах ТЧ-1 начало доставать первые в Киевском метро вагоны, произведенные на Ленинградском вагоностроительном заводе им. Егорова — типов Ема-502/Ем-501.

### Вторая линия
В 1971 году в центре Киева начали строить вторую, Куренёвско-Красноармейскую, линию (ныне — Оболонско-Теремковская линия). Первоначальное название «Куренёвско-Красноармейская линия» отражало не настоящую трассировку, а начальный проект линии, ведь линия не проходила через местность Куренёвку. В середине 1960-х планы строительства предусматривали строительство линии в сторону Куренёвки и Приорки со станциями «Заводская» на месте нынешней станции «Тараса Шевченко», «Петропавловская» у пересечения улиц Петропавловской и Кирилловской возле Куренёвского парка и «Площадь Шевченка». Но из-за постановления строить жилмассив Оболонь планы трассировки линии изменились.
Новую линию метрополитена строили открытым способом: через Подол сделали просеку, разрушив историческую застройку. Когда строили станцию, в котловане на Красной (Контрактовой) площади летом 1972 года обнаружили остатки древнерусской усадьбы площадью 600—700 м², поэтому историки очень расширили научное знание о жизни древних русов на Подоле. Археологические раскопки отчасти затормозили строительство метро, из-за чего первая очередь линии протяженностью 2,32 км открыта только 17 декабря 1976 года. Она состояла из станций «Площадь Калинина» (что менее чем за год, 17 октября 1977 была переименована, в честь празднования 60-летия Октябрьской революции, одновременно с переименованием главной площади города, сменила название на «Площадь Октябрьской революции», а позже — на «Майдан Незалежности»), «Почтовая площадь», «Красная площадь» с пунктом технического обслуживания в конце, эскалаторный переседной узел между станциями «Площадь Калинина» и «Крещатик» и служебная связующая между тупиками «Крещатика» и « Площади Калинина», что позволило обслуживать синюю ветку поездами из ТЧ1, пока не открыли их депо.
Несмотря на то, что 5 декабря 1979 года была открыта станция «Пионерская» («Лесная») — самая восточная станция Святошинско-Броварской линии, за неё перенесён пункт технического обслуживания, строили дальше метрополитен преимущественно на второй линии: с 19 декабря 1980 года начали эксплуатироваться три станции на севере линии — «Тараса Шевченко», «Петровка» («Почайна») и «Проспект Корнейчука» («Оболонь»). В том же году в Киевском метрополитене начали работу вагоны новой модели 81-717/714. В 1981 году начали работу станции «Площадь Льва Толстого» и «Республиканский стадион» на юге, а с 6 ноября 1982 года работают «Минская» и «Героев Днепра», остающиеся до сих пор самыми северными станциями Киевского метрополитена. Кроме того, станция «Минская» стала первой в Киевском метро станцией нового типа — односводной мелкой закладки. 30 декабря 1984 года Куренёвско-Красноармейская линия удлинилась на юг — построены станции «Красноармейская» («Дворец Украина») и «Дзержинская» («Лыбедская»). После этого строить синюю линию надолго перестали. Причиной стала авария, когда проходили сложные почвы под рекой Лыбедь. Поэтому линию начали строить дальше только через 21 год, летом 2005 года.

### Строительство инфраструктуры
В 1985 году введен в эксплуатацию завод по ремонту подвижного состава ОМ-2 (ныне Вагоноремонтный завод), 3 декабря 1986 года, после того, как выяснилось, что один переход между станциями «Крещатик» и «Площадь Октябрьской революции» не справляется с пассажиропотоком, был построен второй переход, находящийся над платформой первого пути станции «Крещатик» и по своей длине получил неофициальное название «длинный переход». В том же году была проведена реконструкция путевого разветвления станции «Дарница», которая имеет сложное путевое развитие и три пути, две из которых пассажирские, а одна предназначена для приема подвижного состава из депо «Дарница» (ТЧ-1) и его отстоя. 30 декабря 1987 года был открыт второй (восточный) выход со станции «Гидропарк», построенный без закрытия движения и используемый только в летнее время.
6 ноября 1987 специально для строящейся третьей линии была открыта пересадочная станция Святошинско-Броварской линии — «Ленинская» («Театральная»). Станция встроена в рабочую линию на новом перегоне между «Крещатиком» и «Университетом». В стороне тоннелей перегона «Университет» — «Крещатик» начали строительство станции и подъездных тоннелей. На завершающем этапе строительства новый узел подключён к рабочей линии. При этом в течение полугода, с 31 марта по 1 октября 1987 года, линия была разорвана пополам — между «Университетом» и «Крещатиком» поезда не ходили. Поезда ходили от «Пионерской» к «Крещатику» с одной стороны, и от «Вокзальной» к «Святошину» с другой. Между станциями «Вокзальная» и «Университет» ходило два поезда-челнока. Транспортное сообщение вместо закрытого участка линии метро легло на наземный транспорт: были открыты временные маршруты троллейбуса № 32 «Лавра — Железнодорожный вокзал», автобуса № 73 «Площадь Ленинского комсомола — Железнодорожный вокзал» и № 74 «Пушкинская улица — станция метро „Политехнический институт“». Саму станцию открыли чуть больше месяца после возобновления движения, приурочив открытие к 70-й годовщине Октябрьской революции. Старые тоннели, протяжённостью более 300 м каждый, которые в будущем были частично перерезаны сводом станции «Золотые Ворота», существуют до настоящего времени и находятся в законсервированном состоянии. К ним доступ через служебные проходы для профилактического осмотра.
19 марта 1988 года за станцией «Героев Днепра» было открыто электродепо «Оболонь» (ТЧ-2), которое стало обслуживать Оболонско-Теремковскую линию.

### Третья линия
В 1981 году было начато строительство третьей линии Киевского метрополитена, однако только 31 декабря 1989 года начала действовать первая очередь Сырецко-Печерской линии метрополитена протяжённостью 2,1 км, в которую вошли станции «Золотые ворота»,"Дворец спорта" и «Мечникова» («Кловская»), которые находятся в центре города. Первые две станции стали пересадочными на соответственно «Ленинскую» и «Площадь Льва Толстого» («Площадь Украинских Героев»), а из тупика станции «Мечникова» была построена новая соединительная ветка, которая имела выходы на обе другие линии. Это позволило эксплуатировать на зелёной линии поезда из депо «Оболонь». Кроме того, до 30 апреля 1990 года вход пассажиров на станцию «Золотые ворота» и выход из неё осуществлялся только через переход со станции «Ленинская». Только 1 мая 1990 г. был открыт собственный выход на Владимирской улице. Эти станции, которых всего на тот момент насчитывалось 31, стали последними, открытыми при СССР (станции «Дружбы народов» («Зверинецкая») и «Выдубичи» были построены при СССР, но открыты через пять дней после его распада).
С обретением независимости, несмотря на экономические проблемы в государстве, продолжились быстрые темпы строительства линии. Так, 30 декабря 1991 года были открыты станции «Дружбы народов» и «Выдубичи». Находящаяся перед этими станциями станция «Печерская», которая строилась и должна была открыться одновременно с другими, не открылась из-за сложных геологических условий, поэтому строительство станции было заморожено. Уже через год, 30 декабря 1992 года, был открыт следующий участок третьей линии — левобережные станции «Славутич» и «Осокорки», к которым путь идет через Южный мост. Предварительно, по проекту весь отрезок метро по Южному мосту должен быть накрыт, однако в процессе строительства стало понятно, что алюминиевая конструкция не защитит вагоны от дождя и снега, поскольку она была открыта по бокам, поэтому строительство прекратили и треть мостового перегона до настоящего времени не имеет крыши. Кроме того, в оборотном тупике «Осокорков» был сооружён пункт технического обслуживания, а на перегоне между «Выдубичами» и мостом был сделан задел под станцию «Теличка». В частности, были построены платформы и выход через вентиляционную шахту, поэтому этот объект может использоваться для эвакуации в случае чрезвычайных случаев.
1993 ознаменовался для Киевского метрополитена массовым переименованием. Процесс возвращения географическим объектам исторических названий для метрополитена начался 19 октября 1990 переименованием станции «Красная площадь» в «Контрактовая площадь», а станции «Проспект Корнейчука» в «Оболонь» и продолжился 26 августа 1991 переименованием станции Октябрьской революции" в «Майдан Незалежности». 2 февраля 1993 год года он приобрёл значительный размах, когда одновременно было переименовано восемь станций метро. После этого была смена названия станции «Республиканский стадион» на «Олимпийская» 11 июля 2011. По решению Киевгорсовета 23 февраля 2018 станция «Петровка» получила историческое название «Почайна».
28 декабря 1994 года были введены в действие станции «Позняки» и «Харьковская». «Позняки» стали первой двухуровневой станцией метро в Киеве — на первом этаже находятся платформы, а на втором — торговые киоски. Кроме того, станция стала первой асимметричной станцией Киевского метро, ведь второй этаж сделан в виде обходной галереи над колеёй в сторону станции «Харьковская». Это позволит разделить пассажиропотоки, когда станция станет соединена с Левобережной линией, наработка под переход на которую станция уже имеет.
30 декабря 1996 года была открыта первая с момента запуска зелёной линии станция в противоположном направлении. Ею стала станция «Лукьяновская». Одновременно должна была открыться и другая станция — «Львовская брама», но из-за отсутствия комплексного решения реконструкции Львовской площади, куда должен вести выход, строительство станции в 1997 году было заморожено. Кроме того, в том же году в депо «Оболонь» начали поступать вагоны последней модификации — 81-717.5М/714.5М.

### Начальники Киевского метрополитена
- Орлов Николай Константинович — нач. в 1959—1975 гг.[40]
- Капитанюк Степан Павлович — нач. в 1975—1985 гг.[41]
- Балацкий Николай Евтихиевич — нач. в 1985—2003 гг.[42]
- Шавловский Николай Николаевич — нач. 2003—2006 гг.[43]
- Федоренко Владимир Иванович — и. о. нач. 2006—2007 гг.[44]
- Мирошников Пётр Владимирович — нач. 2007—2010 гг.[45]
- Федоренко Владимир Иванович — нач. с 29 октября 2010 года по 14 мая 2014 года[46]
- Казюлькин Руслан Анатольевич — нач. с 14 мая по 16 июля 2014 года[47]
- Брагинский Виктор Владимирович — нач. с 17 июля 2014 года[48]

### Язык объявлений
Существует версия, что в 1960-е годы Ивга Кузнецова, лаборант Киевского университета, добилась, чтобы в Киеве делали объявление в метрополитене только на украинском языке, однако в первой половине 1980-х годов станции в Киевском метрополитене уже объявляли только на русском языке, причём до февраля 1984 года при отправлении поезда вместо «Осторожно, двери закрываются» звучала просто фраза «Двери закрываются», а вид «Осторожно, двери закрываются» она приобрела лишь в феврале 1984 года. По прибытии поезда на конечную станцию завершающей была фраза «Поезд дальше не идёт. Освободите, пожалуйста, вагоны». Такой способ оставался неизменным до ноября 1987 года. С ноября 1987 года по 16 июля 1990 года, когда была принята Декларация о государственном суверенитете Украины, объявление было двуязычным: прибытие поезда на станцию объявлялось на украинском языке, а отправление — на русском. С августа 1990 года объявления станций стали делаться только на украинском языке.
С 1990 по 2018 год «голосом» киевского метрополитена оставался Николай Петренко.
С мая 2012 года объявления в Киевском метрополитене частично дублируются на английском языке.

### Хронология строительства и переименований
Цвета названий станций соответствуют цветам линий метро, на которых они находятся.
- 1949—1960: Строительство метрополитена
- 6 ноября 1960 года: «Вокзальная» — «Днепр» (без «Ленинской» (ныне «Театральная»))[источник не указан 831 день]
- 5 ноября 1963 года: «Вокзальная» — «Завод „Большевик“» (ныне «Шулявская»)
- 5 ноября 1965 года: «Днепр» — «Дарница»
- 4 октября 1968 года: «Дарница» — «Комсомольская» (ныне «Черниговская»)
- 5 ноября 1971 года: «Завод „Большевик“» (ныне «Шулявская») — «Святошино» (ныне «Святошин»)
- 17 декабря 1976 года: «Площадь Калинина» («Площадь Октябрьской революции», ныне «Площадь Независимости») — «Красная площадь» (ныне «Контрактовая площадь»)[источник не указан 831 день]
- 17 октября 1977 года: Переименование станций «Площадь Калинина — Площадь Октябрьской Революции»(ныне «Площадь Независимости»)[источник не указан 831 день]
- 5 декабря 1979 года: «Комсомольская» (ныне «Черниговская») — «Пионерская» (ныне «Лесная»)
- 19 декабря 1980 года: «Красная площадь» (ныне «Контрактовая площадь») — «Проспект Корнейчука» (ныне «Оболонь»)
- 19 декабря 1981 года: «Площадь Октябрьской Революции» (ныне «Площадь Независимости») — «Республиканский стадион» (ныне «Олимпийская»)
- 6 ноября 1982 года: «Проспект Корнейчука» (ныне «Оболонь») — «Героев Днепра»
- 29 декабря 1984 года: «Республиканский стадион» (ныне «Олимпийская») — «Дзержинская» (ныне «Лыбедская»)
- 6 ноября 1987 года: «Ленинская» (ныне «Театральная»)
- 31 декабря 1989 года: «Золотые ворота» — «Мечникова» (ныне «Кловская»)
- 19 октября 1990 года: Переименование станций «Красная площадь — Контрактовая площадь», «Проспект Корнейчука — Оболонь»
- 26 августа — 29 декабря 1991 года: «Мечникова» (ныне «Кловская») — «Выдубичи» (без «Печерской») Переименование станций  «Святошино — Святошин»  «Площадь Октябрьской Революции — Площадь Независимости»
- 30 декабря 1992 года: «Выдубичи» — «Осокорки» (без «Телички»)
- 2 февраля 1993 года: Переименование станций «Октябрьская — Берестейская», «Завод Большевик — Шулявская» «Ленинская — Театральная», «Пионерская — Лесная», «Комсомольская — Черниговская» «Мечникова — Кловская» «Дзержинская — Лыбедская», «Красноармейская — Палац „Украина“»
- 28 декабря 1994 года: «Осокорки» — «Харьковская»
- 30 декабря 1996 года: «Золотые ворота» — «Лукьяновская» (без «Львовской Брамы»)
- 27 декабря 1997 года: «Печерская»
- 30 марта 2000 года: «Лукьяновская» — «Дорогожичи»
- 24 мая 2003 года: «Святошин» — «Академгородок»
- 14 октября 2004 года: «Дорогожичи» — «Сырец»
- 23 августа 2005 года: «Харьковская» — «Бориспольская» (без «Вырлицы»)
- 4 марта 2006 года: «Вырлица»
- 23 мая 2008 года: «Бориспольская» — «Красный Хутор»
- 15 декабря 2010 года: «Лыбедская» — «Васильковская»
- 27 декабря 2011 года: «Васильковская» — «Выставочный центр» Переименование станций  «Республиканский стадион — Олимпийская» [источник не указан 831 день]
- 25 октября 2012 года: «Выставочный центр» — «Ипподром»[51]
- 6 ноября 2013 года: «Ипподром» — «Теремки»
- 23 февраля 2018 года:  Переименование «Петровка» — «Почайна»
- 18 мая 2023 года: Переименования станций: «Дружбы Народов» — «Зверинецкая», «Площадь Льва Толстого — Площадь Украинских Героев»

#### Строится
- Участок Сырецко-Печерской линии «Сырец» — «Мостицкая» — «Варшавская» (2 новые станции). Дата открытия 2027 год.

## Линии и станции

### Святошинско-Броварская линия
После серьёзного разрушения Киева во время Великой Отечественной войны была начата масштабная реконструкция города, которая финансировалась из союзного бюджета. В эти планы входило и строительство метрополитена. 22 февраля 1945 года Совет народных комиссаров СССР принял постановление о строительстве метрополитена в Киеве. Уже к июлю 1945 года были определены три главных направления, по которым планировалось строить линии метро: Святошино — Бровары, Куренёвка — Сталинка, Сырец — Печерск. В то время планировалось, что к 1950 году в Киеве откроется первая очередь метро — две линии общей длиной 30,5 км, которые пересекаясь, соединят Святошино с Дарницей, Демиевку с Подолом. Однако реальные работы по сооружению метрополитена были начаты в 1949 году. 14 апреля 1949 года приказом № 297/ЦЗ Министерства путей сообщения СССР создано управление по строительству метрополитена — «Киевметрострой». Начальником управления был назначен Филипп Иванович Кузьмин. В августе 1949 года была создана проектная группа, реорганизованная в 1950 году в «Киевметропроект» (сейчас — Проектный институт «Укрметротоннельпроект»). 23 февраля 1960 года появилась инициативная группа специалистов во главе с начальником Киевского метрополитена Николаем Константиновичем Орловым для проведения работ по подготовке пуска и приёма в эксплуатацию первого участка длиною 5,2 км с пятью станциями от станции «Вокзальная» до станции «Днепр». Эти пять станций, которые располагались на первом пусковом участке Киевского метро, сейчас являются центральной частью Святошинско-Броварской линии, пролегающей с запада на восток Киева.
С 1 апреля по 30 сентября 1987 года, перед окончанием строительства промежуточной станции «Ленинская», при сбойке новых тоннелей со старыми, линия оказалась временно разорвана. Поезда ходили от «Пионерской» до «Крещатика» с одной стороны, и от «Вокзальной» до «Святошина» с другой. Между станциями «Вокзальная» и «Университет» ходило два поезда-челнока. Для компенсации закрытого участка был запущен наземный транспорт: два временных маршрута троллейбуса № 32 «Лавра — Железнодорожный вокзал», автобуса № 73 «Площадь Ленинского комсомола — Железнодорожный вокзал» и № 74 «Пушкинская улица — станция метро „Политехнический институт“».

#### Оболонско-Теремковская линия
В августе 1970 года началось строительство второй линии. 17 декабря 1976 года был открыт первый участок с тремя станциями: «Площадь Калинина», «Почтовая площадь» и «Красная площадь». Линия постепенно продлевалась и к началу 1980-х она достигла Оболони (станция «Проспект Корнейчука») — наиболее крупного в то время жилого района на севере Киева. Одновременно продолжалось и строительство на юго-западе, где в 1981 и 1984 годах также были открыты новые станции.
7 июля 2005 года начато строительство участка мелкого залегания линии от станции «Лыбедская» в юго-западном направлении. Три станции — «Демеевская», «Голосеевская», «Васильковская» — планировалось ввести в эксплуатацию в 2007 году, но в связи с нехваткой финансирования участок открыт 15 декабря 2010 года. 27 декабря 2011 года открыта станция «Выставочный центр», 25 октября 2012 года — станция «Ипподром», 6 ноября 2013 года — станция «Теремки» в жилом массиве Теремки-I. В перспективе планируется строительство ответвления от станции «Ипподром» к жилому массиву Теремки-II с двумя станциями, а также продление линии от станции «Теремки» до станции «Одесская» и электродепо «Теремки».

#### Сырецко-Печерская линия
Строительство третьей линии было начато в 1981 году, однако первый участок был открыт лишь 31 декабря 1989 года (изначально открыть её планировали в 1986 году). Он состоял из трёх станций: «Золотые ворота», «Дворец спорта», «Мечникова», и находился в центральной части Киева. К 1992 году линия достигла левого берега Днепра, и через Южный мост соединила жилые районы Осокорки, Позняки и Харьковский массив, к которым она протянулась в 1994 году. С середины 1990-х годов был построен участок в северо-западном направлении крупного жилого массива Сырец, станции на этом участке были открыты в 1996 («Лукьяновская»), 2000 («Дорогожичи») и 2004 («Сырец») годах.
23 мая 2008 года открыта станция «Красный Хутор». В перспективе линию планируется продлить на северо-западе города до жилого массива Виноградарь, завершить строительство станций «Львовская брама» и «Теличка», а также продлить на юг к железнодорожной платформе «Лесничество».

#### Подольско-Вигуровская линия
Строительство четвёртой линии Киевского метрополитена сдерживается темпами строительства Подольского мостового перехода. Открытие сооружения планировалось в 2014 году, когда будет сдана третья (завершающая) очередь строительства. По состоянию на 2015 год выполнены заделы под станции на эстакадах мостового перехода.

### Метрополитен сегодня
Сегодня Киевский метрополитен имеет три действующие линии с 52 станциями, эксплуатационная длина путей составляет 67,6 км. В Киевском метрополитене имеется три подземных пересадочных узла в центре города.
В данный момент проектируются Подольско-Вигуровская и Левобережная линии. Из 52 станции Киевского метрополитена 6 — наземные. Из подземных станций 20 глубокого заложения и 26 — мелкого.
Станции глубокого заложения в Киевском метрополитене в основном пилонные, есть 3 станции колонного типа, а также имеется единственная в бывшем СССР станция «лондонского типа» (без центрального зала) — «Арсенальная». Станции мелкого заложения по конструкции разделяются на колонные (13 станций) и односводчатые (8 станций). Среди колонных станций мелкого заложения можно выделить три двухпролётные станции: «Позняки», «Вырлица» и «Красный Хутор»; три станции с высоким сводом центрального зала — «Академгородок», «Демиевская» и «Ипподром». Три станции имеют боковые платформы, две из них (обе — на третьей линии) — «Вырлица» и «Красный Хутор» — станции мелкого заложения, и наземная станция «Днепр», остальные станции имеют островные платформы.
Самой глубокой станцией является станция «Арсенальная» (105,5 м). В настоящее время эта станция считается самой глубокой в мире (по другим сведениям, самой глубокой считается станция пхеньянского метро «Пухын» (100—113 м)).
На третьей линии есть две неоткрытые станции — «Теличка» и «Львовская брама», они не имеют выходов на поверхность, однако сами станции построены в конструкциях и готовы на 30—70 %; а также задел под станцию «Герцена», которая находится между станциями «Лукьяновская» и «Дорогожичи». При этом их можно назвать «долгостроями», так как они находятся в «замороженном» состоянии свыше 15 лет.
- Первая линия, Святошинско-Броварская, чья история начинается 6 ноября 1960 года, имеет протяжённость 22,75 км (из них 6,7 км — наземный участок) и 18 станций. Наземный участок пересекает реку Днепр по двум метромостам. Линия является самой загруженной в Киевском метрополитене. Оценочная предельная длительность поездки составляет 38 минут.
- Вторая линия, Оболонско-Теремковская (до 2018 года носила название Куренёвско-Красноармейская), первый участок которой был введён в эксплуатацию 16 декабря 1976 года, имеет длину 20,95 км и 18 станций. Это единственная линия, которая не пересекает Днепр и не имеет наземных участков. Оценочная предельная длительность поездки составляет 36 минут.
- Третья линия, Сырецко-Печерская, первый участок которой был введён в эксплуатацию 31 декабря 1989 года, имеет длину 23,9 км и 16 станций и один метромост. Оценочная предельная длительность поездки составляет 36 минут.

Линии метрополитена соединены между собой переходами: «Площадь Независимости» — «Крещатик», «Дворец спорта» — «Площадь Украинских Героев» и «Театральная» — «Золотые ворота».
В метрополитене имеется 127 эскалаторов, которые размещены на 26 станциях, в том числе 122 действующих эскалатора на 25 станциях. Энергетическая система метрополитена включает разветвлённую кабельную систему, 52 совмещённые тягово-понижающих подстанций, 2 тяговые подстанции, 14 трансформаторных подстанций. Управление ими осуществляется с автоматических диспетчерских пунктов.

### Переименование
В связи с российским вторжением на Украину 24 февраля 2022 года возникла необходимость переименования станций киевского метрополитена. Отбор предложений продолжался до 1 мая 2022 года. После этого в течение недели проходило рейтингование пяти самых популярных вариантов.
9 мая 2022 года в Киеве завершился онлайн опрос жителей столицы о переименовании пяти станций столичного метрополитена. Свою позицию высказали 170 646 пользователей, по мнению общественности станция «Берестейская» должна носить название «Бучанская», станция «Площадь Льва Толстого» должна быть переименована в честь «Василия Стуса» (в 2023 году по результатам нового опроса предложено переименовать станцию в «Площадь Украинских героев»), «Героев Днепра» должна стать «Героев Украины». «Минская» — «Варшавской», а «Дружбы народов» — «Зверинецкой».

### Интернет на станциях
5 марта 2020 года операторы мобильной связи «Киевстар», Vodafone, Lifecell начали предоставлять услуги 4G связи с использованием частот в диапазоне 1800 МГц на станции метро «Академгородок» в Киеве и в тоннеле к станции «Житомирская». С 3 июля 2020 года услуги скоростного интернета были расширены с использованием частот в диапазонах 1800 МГц и 2600 МГц ещё на восемь станций Киевского метрополитена и в туннелях между ними. Это станции «Житомирская», «Святошин», «Героев Днепра», «Минская», «Оболонь», «Сырец», «Дорогожичи» и «Лукьяновская». С 14 декабря 2020 года 4G-связь доступна на всех станциях метрополитена.

## Архитектура
Киевскому метрополитену, как и всем метрополитенам Советского Союза, свойственно яркое и красочное художественное оформление. Станции первого периода были оригинально продуманы и декорированы в стиле послевоенной советской архитектуры, смешанной с традиционными украинскими мотивами. Однако в ходе строительства, от части декора пришлось отказаться, ввиду начавшейся борьбы с излишествами. Станции второго периода (построенные во время активной «борьбы с излишествами») имели уже не такое красочное и более строгое оформление. В новых проектах самым важным фактором стала функциональность, а оригинальность оформления отошла на второй план. Станции, построенные в тот период, были практически одинаковы. Лишь в середине 1970-х годов декоративная архитектура начала возрождаться.
В 2012 году станция «Золотые ворота» вошла в список из 22 самых красивых станций метрополитена Европы (по версии британской газеты The Daily Telegraph), а в 2014 году попала в список 12 красивейших станций мира по версии английского издательства Guardian.
Наземные вестибюли есть на пятнадцати станциях: «Вокзальная», «Университет», «Крещатик», «Арсенальная», «Днепр», «Политехнический институт», «Шулявская», «Гидропарк», «Левобережная», «Дарница», «Черниговская», «Сырец», «Дорогожичи», «Лукьяновская», «Золотые ворота». Из них:
- «Крещатик» — вестибюль в доме № 19 на Крещатике открыт в 1960 году одновременно со станцией, второй — наземный купольный вестибюль на углу улиц Институтской и Ольгинской (открыт 4 сентября 1965 года) и третий вестибюль —— встроен в дом № 13 по улице Архитектора Городецкого (открыт в конце мая 1970 года);
- «Днепр» — вестибюль находится под станцией, расположенной на эстакаде;
- «Политехнический институт» — вестибюль встроен в здание, в котором расположено управление метрополитена;
- «Гидропарк» — дополнительный вестибюль на восточном выходе построен в 1987 году;
- «Левобережная» — два вестибюля-портала на склоне насыпи, по которой пути подходят к станции, расположены по обе стороны улицы Евгения Сверстюка (построены в ходе реконструкции станции в 1976 году);
- «Дарница» — наземный вестибюль построен в 2006 году на западном выходе в результате реконструкции станции;
- «Черниговская» — два вестибюля в виде стеклянных объёмов по обе стороны Красногвардейской улицы;
- «Золотые ворота» — вестибюль встроен в здания на пересечении Золотоворотского проезда и Владимирской улицы;
- «Дорогожичи» — вестибюль представляет собой здание-платформу, выход из которого устроен в подземном переходе;

На остальных станциях выходы совмещены с подземными переходами, в том числе на 16 станциях («Оболонь», «Почайна», «Тараса Шевченко», «Святошин», «Дарница», «Лесная», «Дворец Спорта», «Вырлица», «Бориспольская», «Красный Хутор», «Демиевская», «Голосеевская», «Васильковская», «Выставочный центр», «Ипподром», «Теремки») переходы сделаны в виде крытого стеклянного павильона («стекляшки»), на станциях «Контрактовая площадь» и «Площадь Украинских Героев» ближайшие к станции выходы из подземного перехода устроены в зданиях, причём на «Площади Украинских Героев» — в здание инженерного корпуса метрополитена. На станции «Героев Днепра» два полуподземных вестибюля выходят в торговый центр, который был открыт в 2019 году.
В начале 1990-х годов некоторые станции были переименованы в связи с декоммунизацией, некоторые из советских символов, первоначально включённых в интерьер станций, были удалены или скрыты.
- «Красный хутор»
- «Голосеевская»
- «Демиевская»
- «Святошин»
- «Бориспольская»
- «Осокорки»

### Доступность станций для маломобильных групп населения
Начиная с 2005 года, при строительстве и реконструкции станции метрополитена стали уделять внимание доступности инфраструктуры для маломобильных групп населения: устанавливаются лифты, подъемники.
По состоянию на 2020 год доступны 13 из 52 станций и ни одного пересадочного узла:
- Святошин, Левобрежная, Дарница, Лесная;
- Теремки, Ипподром, Выставочный центр, Васильковская, Голосеевская, Демеевская;
- Вырлица, Бориспольская, Красный Хутор.

Для обеспечения доступа к станциям не приспособленных для людей в колясках, метрополитен привлекает работников, сопровождающих человека с инвалидностью от входа в метро к выходу и помогающих преодолевать препятствия, но при этом метрополитен ущемляет права граждан с инвалидностью, не пропуская их самих и вынуждая долго ждать сопровождение, что приводит к конфликтам.

## Проекты
По проекту Генерального плана развития Киева до 2025 года, разработанному КО «Институт Генерального плана г. Киева» в 2011 году, планируется строительство новой линии метро с массива Троещина к аэропорту Киев, Сырецко-Печерскую линию продлить к массиву Виноградарь, предусмотрено строительство депо на Оболонско-Теремковской линии за станцией «Теремки». Также предусмотрено строительство пересадочных узлов возле станций городской электрички.

### Продление Святошинско-Броварской линии
Планировалось сооружение второго выхода на ст. м. «Вокзальная». Предварительно планируется продление линии до жилого массива Новобеличи (сроки неизвестны).

### Продление Оболонско-Теремковской линии
Продление Оболонско-Теремковской линии в направлении Теремков было запланировано на начало 1980-х годов, однако вскоре работы были свёрнуты и предпочтение отдано строительству Сырецко-Печерской линии. 

В 2005 году было возобновлено строительство участка от станции «Лыбедская» до станции «Выставочный центр» и далее до «Теремков». Ранее планировалось, что участок от станции «Лыбедская» до станции «Васильковская» будет сдан в эксплуатацию в 2007 году, но из-за недостаточного финансирования и сложных геологических условий сроки были перенесены сначала на 2008 год, а затем и на 2009 год. Фактически станции открылись 15 декабря 2010 года. 27 декабря 2011 года открыта станция «Выставочный центр». 25 октября 2012 года открыта станция «Ипподром». 6 ноября 2013 года открыта станция «Теремки». В отдалённом будущем линия будет продлена на юг к станции «Одесская» с электродепо «Теремки», а от станции Ипподром вилочное ответвление в сторону автовокзала Теремки с 2 станциями.

### Продление Сырецко-Печерской линии
Планировалось продление Сырецко-Печерской линии до станции «Синеозёрная», предполагалось, что строительство этого участка окончится в 2016 году. Но строительство так и не началось. В 2016 году КГГА были озвучены планы продления линии на Виноградарь со строительством станций «Мостицкая» и «Проспект Свободы», а позже «Ветряные горы» и «Площадь Шевченко» и ТЧ-4. В начале 2017 стали показывать предварительные проекты и называть срок, необходимый для постройки — 3 года.
Рассматривался также проект продления линии от станции «Красный хутор» до железнодорожного вокзала «Дарница» и далее до станции «Левобережная».
На протяжении десятилетий планируется достройка выхода со станции «Львовская брама», без которого открытие станции невозможно. Эти планы действующие, но осложнены отсутствием финансирования и чёткого проекта размещения вестибюля станции на местности.

### Подольско-Вигуровская линия
До 2004 года называлась Подольско-Воскресенской. Станет исторически четвёртой линией Киевского метрополитена и соединит юго-запад Киева с северо-востоком, пройдя от аэропорта Киев (Жуляны) вдоль Воздухофлотского проспекта, через Севастопольскую, Соломенскую площади, затем, через железнодорожный вокзал, площадь Победы, Лукьяновку, Татарку, Подол, Труханов остров, линия пройдёт до массива Радужный (Серова-Радужный), бульвара Перова и Братиславской улицы Воскресенского массива и Вигуровщины-Троещины.
Предполагалось, что первая очередь Подольско-Вигуровской линии свяжет две линии Киевского метро — Сырецко-Печерскую линию и Куренёвско-Красноармейскую линии, тем самым позволив разгрузить пересадочные узлы в центральной части города. На линии ранее предлагалось устроить вилочное движение — от станции «Радужная» поезда пойдут как в сторону станции «Братиславская», так и в сторону станции «Улица Милославская».
В 2011 году предлагалось выделить из горбюджета 8,9 млн гривен на начало строительства первой очереди ветки метро от станции «Глубочицкая» до станции «Радужная» у одноимённого массива, а также на перестройку скоростного трамвая на Троещине в метро. Запустить первую очередь планировали в 2014 году. Однако продолжение строительства отложено на неопределённый срок, а первая очередь будет только от станции «Подольская» до станции «Радужная».

### Левобережная линия
Трасса линии ранее планировалась взамен линии Киевского скоростного трамвая и проходит по улице Оноре де Бальзака на Троещине. Сроки сдачи первой очереди линии от станции «Улица Милославская» до станции «Проспект Ватутина» назывались не ранее 2019 года, однако с принятием трассировки метро по проспекту Маяковского стали неизвестны. В перспективе эту линию планировалось продлить на юг по левому берегу Днепра в направлении Осокорков. Трасса Левобережной линии проектировалась по улице Оноре де Бальзака от ул. Милославской до проспекта Ватутина, мимо ж/д ветки до Броварского проспекта с пересадкой на Святошинско-Броварскую линию (ст. «Левобережная») и ответвлением на Подольско-Вигуровскую линию в районе нынешних Русановских садов.
Первоначальное название линии — Приднепровская (согласно планам 1980-х годов). Её трасса должна была проходить от села Зазимье Броварского района через жилой массив Вигуровщина-Троещина, Русановские сады, новые жилые районы на юго-востоке города и заканчиваться в селе Вишенки Бориспольского района Киевской области.

### Вышгородско-Дарницкая линия
Проектом Генерального плана Киева, обнародованным в 2012 году, более чем вдвое планируется увеличить общую протяжённость метрополитена и количество его станций. Линия предлагалась и оговаривалась, как пятая, на замену Левобережной, на месте которой сейчас действует Киевский левобережный скоростной трамвай № 4,5. Её трасса планируется от Куреневки через проспект Валерия Лобановского и Печерск в сторону Дарницкой площади и Дарницкого Ж/Д вокзала. Будет иметь пересадки со станциями Шулявская, Дорогожичи (возможно, так же Герцена), Чоколовская, Лыбедская (Демиевская), Зверинецкая. Дата открытия неизвестна.

## Подвижной состав

### Пассажирский подвижной состав
С момента открытия Киевского метрополитена единственная его линия обслуживалась вагонами типа Д. Парк вагонов составлял 24 единицы, с 1963 года — 39 единиц. В 1969 году все 39 вагонов типа Д были переданы на Ленинградский метрополитен, взамен в 1965 году получено 39 вагонов типа Е. Единственное метро в бывшем Советском Союзе, отличившееся поступлением в начале 1970-х вагонов типов Ема-502/Ем-501 и Еж/Еж1, все вагоны типа Е перестали обслуживаться как головные и стали промежуточными для головных вагонов Ема-502 и Еж, но также были и промежуточные вагоны типа Ем-501 и Еж1. Таким образом формировался состав из моделей Еж—Е—Еж1—Е—Еж или Ема-502—Е—Ем-501—Е—Ема-502. Отдельные составы из вагонов типа Е (как и головные так и промежуточные) использовались в Москве, Ленинграде, Тбилиси и Баку вплоть до 2006 года. В 1978 поступали составы модели 81-717/714 и эксплуатируются на Оболонско-Теремковской линий. В 2005 году был заключён контракт на поставку следующих вагонов — составы модели 81-7021/7022 производства КВСЗ и составы модели 81-540.2К/541.2К производства ЛВЗ. С 2013 по 2017, составы из вагонов типа Е, Еж и Ема-502 проходили модернизацию на КВСЗ, в ходе которой был изменён интерьер и экстерьер вагонов, и были вставлены новые двигатели. Составы получили обозначение Е-КМ (аббревиатура от Е-Крюковский модернизированный) с заводским обозначением 81-7080/7081.

### Именные поезда
10 марта 2023 года на Святошинско-Броварской линии был запущен арт-поезд из вагонов Е-КМ (81-7080/7081), посвящённый поддержке Украины во время российского вторжения.

### Лифт для вагонов
До открытия электродепо «Дарница» 5 ноября 1965 года Киевский метрополитен не имел соединительной ветки с железной дорогой (гейта). Проект постройки для этих целей соединительного тоннеля со станцией Киев-Пассажирский выходил достаточно дорогим и было найдено довольно интересное и оригинальное временное решение.
Вагоны поступали в Киев по железной дороге на станцию Дарница. Затем через соединительную ветку их перемещали на трамвайную линию, по которой они следовали через Днепр по мосту Патона, а затем по набережной к станции «Днепр».
Под эстакадой станции «Днепр» был смонтирован поворотный круг, рассчитанный на 1 вагон. Заехав на этот круг, вагон поворачивался на 90° и, оказавшись точно под станцией, поднимался вверх специальным подъёмником. Попав на станцию, вагон отгонялся в тоннель, и за ним поднимали следующий. Аналогично осуществлялся спуск вагонов в депо для проведения технического осмотра и ремонта. Депо располагалось в небольшом здании около станции «Днепр» (слева от наземного вестибюля) и было рассчитано на два вагона.

### Обновления
В течение 2014—2017 годов на Святошинско-Броварская модернизацию прошли 135 вагонов на Крюковском вагоностроительном заводе (КВСЗ) за счёт средств, полученных в рамках Киотского протокола от Японии. Вагоны получили название Е-КМ и оснащены современным тяговым электроприводом фирмы Toshiba с асинхронными двигателями.
С 2018 года на всем подвижном составе начали заменять старые фары, новые светодиодные, а также было изменено освещение салона. Также на модернизированных подвижных складах начали демонтировать лишние прожекторы и устанавливать вместо них логотип киевского метрополитена.
В электродепо Оболонь в 2019—2020 годах проходил модернизацию вагон 81-717/714, в ходе модернизации изменён внешний вид корпуса и салона, подобный Е-КМ.
Коммунальное предприятие (КП) «Киевский метрополитен» планировало заменить вагоны российского производства. Международная ассоциация общественного транспорта, членом которой стало предприятие, обещала помощь. Сами киевляне, впрочем, отнеслись к этому скептически, что впоследствии оказалось оправдано: Киевскому метрополитену передают вагоны 81-717/714 из Варшавы в количестве 60 единиц. В общей сложности на линиях Киевского метрополитена по состоянию на апрель 2023 года эксплуатируется 827 вагон, 732 из них в разные годы были изготовлены на российских заводах.
29 апреля 2023 года из Варшавского метро в депо «Дарница» Киевского метрополитена прибыл состав из вагонов 81-717.3/573 № 013—417—418—426—427—014. 13 июня 2023 года было доставлено ещё шесть вагонов, который вышел на Сырецко-Печерскую линию 1 ноября 2023 года.
Планировалась закупка поездов со сквозным (свободным, межвагонным) проходом. 4 августа Крюковским вагоностроительным заводом был представлен первый эскиз поезда. Помимо Киевского метрополитена также планируются поставки его в Харьковский метрополитен. Поезд будет оснащён асинхронным тяговым приводом. Закупка для Киевского метрополитена позже была отменена, Крюковский вагоностроительный завод оспаривает это решение.

### Современное состояние парка вагонов
По состоянию на конец 2010 года в Киевском метрополитене эксплуатировалось 774 вагона. Их количество распределено по линиям таким образом:
- Святошинско-Броварская — 288
- Оболонско-Теремковская — 222
- Сырецко-Печерская — 242

На Сырецко-Печерской и Оболонско-Теремковской линиях работают составы из вагонов типов 81-540.2К/541.2К (прозваны «пришельцами» за характерную обтекаемую форму кабины). В 2013 году также началась закупка вагонов типов 81-540.3К/541.3К, оборудованных системой принудительной вентиляции. Тогда же она закончилась из-за банкротства завода.
В 2007 году на Сырецко-Печерскую линию прибыл поезд модели 81-717.5М/714.5М производства ОЭВРЗ, с маской вида 81-540.2/541.2 («Пришелец») № 2783—2784. Он ездит с 2010 года.
В 2013 году были закуплены 8 поездов 81-717.5К/714.5К производства Метровагонмаш. 23 октября 2013 года прибыли первые 2 поезда (№ 2897—2900). 11 ноября 2013 года прибыли вагоны № 2901—2904. 12 декабря 2013 года прибыли вагоны № 2905—2908. 28 декабря 2013 года прибыли вагоны № 2909—2912. Их эксплуатация началась 8 января 2014 года. Они эксплуатируются на Оболонско-Теремковской линии.
До конца 2020 года за счёт ЕБРР запланирована закупка 50 новых вагонов (10 поездов) для продления Сырецко-Печерской линии на Виноградарь в 2021 году. Поставщик станет известен по итогам тендера.
- Электропоезд типа 81-717/714 на станции Осокорки
- Электропоезд типа Е-КМ на станции Днепр
- Электропоезд типа 81-7021/7022 на станции Позняки

### Специальный подвижной состав
Также в Киевском метрополитене имеется специальный подвижной состав:
- Два контактно-аккумуляторных электровоза на базе вагонов типов «Д» и «Еж3».
- Вагон-путеизмеритель на базе вагона типа «Д».
- Вагон-лаборатория на базе вагона типа «Еж».
- Мотовозы АГМу, АЛг, ДМм, МГМ1.
- Выправочная подбивочно-рихтовочная машина ВПРС-500.
- Снегоочистители на базе автомобиля ЗИЛ-157.
- Подъёмные краны на базе автомобиля МАЗ.
- Тоннелемоечные машины.
- Грузовой вагон на базе вагона типа «Е».

В электродепо «Харьковское» также имеется вагон-музей (тип «Д»), находившийся в составе пробного поезда 22 октября 1960 года.
- Выправочно-подбивочно-рихтовочная машина ВПРС-500 на территории депо Дарница
- Контактно-аккумуляторный электровоз типа «Д» № 828 на территории депо Дарница
- Мотовоз ДМм-2147

## Оплата проезда
Проезд в метро можно оплатить:
- жетоном на одну поездку стоимостью 8 грн (отменены 25 июня 2020 года[90]), эти жетоны продавались не более двух штук в одни руки;
- банковской картой с технологией бесконтактной оплаты, стоимость проезда также 8 грн;
- пополняемой транспортной картой, в зависимости от количества приобретаемых за один раз поездок стоимость одной поездки может составить от 6,50 грн;
- абонементными билетами («проездными») на разные сроки действия с ограничением или без ограничения количества поездок;
- разовым билетом с QR-кодом (бумажным или электронным)[91].

### Турникеты
Турникеты в Киевском метрополитене, находящиеся на входе и выходе, бывают двух видов: заградительные и поворотные. Турникетом можно пользоваться с помощью жетонов, транспортных карт, QR-билетов, банковскими картами. Проходить через турникет можно, когда загорается зелёный индикатор. Рама поворотного турникета поворачивается вручную.

Оплатить проезд можно следующими методами:
 — Жетоном на одну поездку. Жетоны голубого цвета, номиналом 8 гривен продаются в кассах метрополитена. Для прохода необходимо опустить жетон в специальное отверстие и дождаться появления зелёного света на индикаторе. Планировалось, что жетоны перестанут действовать 31 октября 2019 года, после чего Киевский метрополитен должен был стать пятым на постсоветском пространстве (после Москвы, Баку, Тбилиси и Харькова), отменившим жетонную оплату проезда в метро. Вывод жетонов из обращения проводился поэтапно, путём заклеивания отверстий для жетонов на турникетах на выборочных станциях. Окончательно действие жетонов было прекращено 25 июня 2020 года, через месяц после открытия из-за двухмесячного карантина в связи с COVID-19.
 — Транспортной картой метро. Карту можно приобрести в кассе метрополитена за 7 гривен (12 гривен с 7 февраля 2015 года) в залог и пополнить её на некоторое число поездок (не более 50) или на число дней, кратное 15. Также можно пополнить карту в компьютерных терминалах, размещённых в кассовых залах станций. Банкнотоприемники терминалов принимают купюры достоинством не более 50 гривен. Для прохода требуется поднести карту к особому индикатору вверху турникета и проходить после звукового сигнала или появления зелёного света. Этот способ оплаты очень удобен при необходимости частых поездок в метрополитене. Предлагается сделать плату за проезд дифференцированной, в зависимости от пройденного расстояния, но эта схема ещё не отлажена.
 — Проездным билетом системы «Ультралайт». Проездной билет системы «Ультралайт» можно купить[когда?] в кассе метрополитена по цене от 150 гривен на вторую половину месяца или же от 300 гривен — на календарный месяц. Итоговая стоимость варьируется в зависимости от количества поездок, которые желает приобрести пассажир.
До 1 декабря 2009 года реализовывались также проездные билеты на квартал и на год, однако затем от них было решено отказаться в связи с убыточностью их выпуска для предприятия. Также в кассах метрополитена можно приобрести билеты для дополнительного проезда другими видами общественного транспорта (включая и метро) по более высокой стоимости. Для прохода требуется поднести карту к валидатору на верхней панели турникета и проходить после срабатывания разрешающей надписи и зелёного индикатора.

 — Банковской картой «MasterCard», «Visa» или «ПРОСТІР», а также другими устройствами с поддержкой бесконтактной технологии указанных платёжных систем. Начиная с 19 июня 2015 года на турникетах метрополитена были установлены специальные терминалы, принимающие к оплате банковские карты. Для прохода требуется приложить карту к валидатору на верхней панели турникета и проходить после срабатывания разрешающей надписи и зелёного индикатора. С декабря 2015 года такими терминалами оборудованы все станции метрополитена. Оплатить можно также с помощью Apple Pay и Google Pay. Стоимость поездки при использовании банковской карты составляет 8 гривен, транзакция обрабатывается в течение 1,5 секунд.
 — Kyiv Smart Card — новая единая транспортная карта для проезда в метро и наземном транспорте Киева, запущенная 18 февраля 2019 года. Должна сменить старые транспортные карты зелёного цвета, продажи которых метрополитен начал сворачивать с 31 июля 2019 года.
 — Разовым билетом с QR-кодом — бумажным или электронным. Одноразовые билеты продаются в кассах или терминалах самообслуживания метрополитена.
Руководство Киевского метрополитена планировало постепенно перейти на зональную повременную оплату проезда. Если бы это произошло, Киевский метрополитен стал первым метрополитеном среди стран СНГ с подобной схемой продажи своих услуг. Территория города должна быть разделена на три зоны по степени удалённости от центра. При однократном пересечении границы между зонами или при пребывании в метро дольше 40 минут с пассажира взималась бы оплата по двойному тарифу, при двукратном пересечении — по тройному. В настоящее время о продвижении этого проекта ничего не известно.
Проездные для студентов можно купить со скидкой 50 % (от 305 гривен в месяц, 2019). Пенсионеры, дети школьного возраста, а также некоторые другие льготные категории имеют право на бесплатный проезд.

### История стоимости проезда
Услугами Киевского метрополитена в первую неделю после открытия могли воспользоваться лишь граждане, получившие специальные приглашения. 7 ноября метрополитен работал с 14 до 20 часов для проезда пионеров и школьников. 8 ноября с 6 до 20 часов для проезда граждан с пригласительными билетами. Регулярное движение поездов началось 12 ноября 1960 года. С этого дня все желающие могли проехать, купив талон стоимостью 50 копеек. После денежной реформы 1961 года и десятикратной деноминации с 1 января 1961 года стоимость проезда составила 5 копеек. Этот тариф просуществовал более 30 лет, до 13 апреля 1991 года. Вначале для оплаты проезда в метро применялись талоны. Контролёры в кассовом зале погашали талоны отрыванием нижней части, а другую часть отдавали пассажирам. Однако такая система была несовершенной, в часы пик зачастую образовывались очереди на вход. Первые автоматические контрольные пункты, принимавшие монеты 5 копеек, впервые в Киеве были введены в эксплуатацию на станции «Университет» 12 сентября 1961 года. Талоны также остались в использовании. Со 2 апреля 1991 года стоимость проезда выросла в три раза и часть турникетов была переделана на приём 15-копеечной монеты, а часть — на приём трёх пятаков.
В 1992 году Украина ввела в оборот собственную валюту, однако вскоре началась гиперинфляция, вследствие чего цены на проезд изменялись часто. Турникеты перестали принимать монеты в качестве оплаты проезда и проход через них был временно закрыт. Для одноразовых поездок вновь применялись бумажные талоны. Первые из них стоили 30 копеек, а последние — 10 000 карбованцев. 1 октября 1992 года в обращение были введены металлические жетоны. С этого момента уже не было необходимости кардинально перестраивать турникеты при смене тарифа, просто жетоны продавали по новой цене. Однако появилась новая проблема — часть пассажиров заранее запасались жетонами, чтобы использовать их по новому тарифу. Поэтому одновременно со сменой тарифа иногда приходилось менять и жетоны. Так 5 июня 1993 года были введены металлические жетоны меньшего размера, а 20 апреля 1994 года их заменили пластмассовыми голубого цвета, имевшими меньшую себестоимость.
На месяц продавался проездной на предъявителя, для студентов проездных не было. С ноября 1993 года был введён месячный проездной билет на магнитной картонной карточке, поэтому часть турникетов переделали для их приёма. З июля 1995 года картонную карточку заменили пластиковой. За 1993 год тариф вырос с 5 до 150 карбованцев, за 1994 год — со 150 до 1500 карбованцев, за 1995 год — с 1500 до 10 000 карбованцев.
В 1996 году стоимость проезда поднялась до 20 000 карбованцев. После денежной реформы 1996 года стоимость проезда составила 20 копеек. В декабре 1996 года тариф на проезд подняли до 30 копеек и он продержался до 2000 года. С октября 1997 года начали выпускать студенческие проездные билеты стоимостью в два раза ниже от общегражданского.
19 марта 2000 года цену на проезд увеличили до 50 копеек и были введены новые пластмассовые жетоны зелёного цвета. С 1 июля 2000 года выпускался ученический проездной билет стоимостью 7 гривен. Проездной представлял собой пластиковую карточку без магнитной полоски и его необходимо было предъявлять на контрольном пункте. 4 ноября 2008 года стоимость проезда была увеличена до 2 гривен, а зелёные жетоны заменены голубыми, действовавшими до 2000 года. С февраля 2009 года тариф на проезд был снижен до 1 гривны 70 копеек, а с 6 сентября 2010 года — вновь поднят до 2 гривен, жетоны при этом не менялись. С 7 февраля 2015 года стоимость проезда возросла до 4 гривен.
С 17 декабря 2016 года продажа жетонов ограничилась до двух в руки с целью приобщения пассажиров к использованию многоразовых электронных карт и банковских карт. В течение 2017 года планируется полный отказ от жетонов.
15 июля 2017 года стоимость проезда в коммунальном городском транспорте Киева повысилась. Цена одной поездки в метрополитене стала составлять 5 гривен.
14 июля 2018 года в результате очередного повышения стоимости проезда в коммунальном городском транспорте Киева цена одной поездки в метрополитене возросла до 8 гривен.
| Тариф за одну поездку | Дата введения    |
| --------------------- | ---------------- |
| 50 копеек             | 12 ноября 1960   |
| 5 копеек              | 1 января 1961    |
| 15 копеек             | 2 апреля 1991    |
| 30 копеек             | 2 января 1992    |
| 50 копеек             | 27 апреля 1992   |
| 5 карбованцев         | 26 декабря 1992  |
| 15 карбованцев        | 5 июня 1993      |
| 30 карбованцев        | 10 сентября 1993 |
| 150 карбованцев       | 6 декабря 1993   |
| 200 карбованцев       | 11 августа 1994  |
| 1500 карбованцев      | 1 ноября 1994    |
| 7000 карбованцев      | 1 февраля 1995   |

| Тариф за одну поездку | Дата введения   |
| --------------------- | --------------- |
| 10 000 карбованцев    | 7 сентября 1995 |
| 20 000 карбованцев    | 7 февраля 1996  |
| 20 копеек             | 2 сентября 1996 |
| 30 копеек             | 15 декабря 1996 |
| 50 копеек             | 19 марта 2000   |
| 2 гривны              | 4 ноября 2008   |
| 1 гривна 70 копеек    | 31 января 2009  |
| 2 гривны              | 6 сентября 2010 |
| 4 гривны              | 7 февраля 2015  |
| 5 гривен              | 15 июля 2017    |
| 8 гривен              | 14 июля 2018    |

## Дизайн
С 2014 года к разработке дизайна системы навигации метрополитена активно присоединились «Агенты перемен». Они создают для метрополитена дизайн карт, схем метро, анимации для мониторов в вагонах, а также информационных баннеров.
В 2019 году в 500 вагонах метро из 822 имеющихся появились надземные изображения улиц, которые пассажиры проезжают под землёй. Изображения будут выводить на телевизоры, размещенные в вагонах. На экраны будут выводить не только улицы, но и остановки общественного транспорта, входы и выходы из метро, достопримечательности поблизости. Пассажиры будут видеть не синхронную съемку, а трансляцию загруженных изображений в систему. Для такой услуги сняли 52 ролика с помощью беспилотников.

## Награды
3 апреля 1981 года Киевский метрополитен был награждён орденом Трудового Красного Знамени.

## Сбои, происшествия и работа метрополитена в качестве бомбоубежища
18, 19 и 20 февраля 2014 года впервые в своей истории не работал из-за массовых протестов.
С 17 марта по 24 мая 2020 года метрополитен не работал в связи с пандемией коронавируса. 25 мая в 5:47 утра метрополитен возобновил свою работу в штатном режиме.
Движение поездов после вторжения России на Украину осуществлялось с серьёзными ограничениями: на красной/первой (Святошинско-Броварской) линии первое время действовало челночное движение на участке «Шулявская» — «Университет» (чуть позднее его продлили до станции «Театральная»), синяя/вторая (Оболонско-Теремковская) линия работала целиком, но без остановки поездов на станциях «Площадь Независимости» и «Площадь Льва Толстого»; участок «Сырец» — «Выдубичи» и «Славутич» — «Красный хутор» на зелёной/третьей (Сырецко-Печерской) линии. Обе линии также работали в режиме челночного движения. Режим бомбоубежища действует круглосуточно.
Утром 10 октября 2022 года полностью не работал в связи с ракетными обстрелами. Работа также была полностью остановлена 16 декабря 2022 года. Во время бомбардировок Киева российскими вооружёнными силами метро стало одним из укрытий, где люди могли спрятаться от обстрелов. Здесь же, в киевском метро, венгерским журналистом Андрашем Фельдешем была сделана фотография, позже названная Киевской Мадонной.
8 декабря 2023 года из-за разгерметизации тоннеля на Оболонско-Теремковской линии в районе станций «Демиевская» и «Лыбедская» подверглись затоплению 6 станций, в связи с чем они были временно закрыты, что вызвало транспортный коллапс в городе, вернув Оболонский район во времена до Евромайдана — в произошедшем обвиняют период президентства Виктора Януковича; под угрозой закрытия находятся ещё 15 станций; 13 декабря 2023 года между станциями «Теремки» и «Демиевская» впервые после битвы за Киев запустили челночное движение. Позже протечки также появились на станции «Олимпийская», однако решение о её закрытии ещё не принято. Также в связи с просадкой тоннелей планируется закрытие на ремонт станций «Почайна» и «Тараса Шевченко». Впоследствии ситуация распространилась на станцию «Академгородок». 12 сентября 2024 года движение по участку между станциями «Демиевская» и «Лыбедская» было вновь восстановлено.

## В компьютерных играх
Станцию Киевского метрополитена «Сырец» под вымышленным названием «Октябрьская» (оно также существует в реальности Московском, Минском и Новосибирском метрополитенах) на вымышленной локации (карте) b50 в дополнении (моде) «Metrostroi Subway Simulator» к игре «Garry's Mod» в Steam. Смоделирована и подключена к системе СЦБ в виде автоблокировки со светофорами и защитными участками и функционирует в виде аддона в Steam Workshop. Дополнение отличается от других компьютерных симуляторов поезда высокой реалистичностью.

### Комментарии
1. ↑  Сам по себе термин «станция глубокого заложения» означает, однако, не величину глубины станции как таковой[13], а, согласно строительным нормам и правилам (СНиПам), закрытый способ её строительства[14]: так, например, глубина станций «Охотный Ряд», «Библиотека имени Ленина» и «Кунцевская» Московского метрополитена, сооружённых закрытым и открытым способом, составляет 15, 12 и 37,6 м соответственно[15][16][17]

Памятники культурного наследия:
1. ↑  Памятник архитектуры местного значения, охранный номер 192.
2. ↑  Памятник архитектуры местного значения, охранный номер 171
3. ↑  Памятник архитектуры местного значения, охранный номер 169.
4. ↑  Памятник архитектуры местного значения, охранный номер 187
5. ↑  Вновь выявленный объект культурного наследия, памятник архитектуры и градостроительства, науки и техники (охранный номер 529/1-Кв)
6. ↑  Вновь выявленный объект культурного наследия, памятник архитектуры и градостроительства, монументально-декоративного искусства
7. ↑  Вновь выявленный объект культурного наследия, памятник архитектуры и градостроительства, монументального искусства

### Книги
- Наше метро / А. Хорунжий, очерк на укр. яз. — Киев, Госполитиздат, 1960. — 54 с.  (укр.)
- Київський метрополiтен / сборник на укр. яз. — Киев, Киевское областное книжно-газетное издательство, 1962. — 258 с.: мн. ил.  (укр.) и перевод на русский язык
- Киевский метрополитен  / Г. Головко, Н. Коломиец — Киев, Академия строительства и архитектуры УССР, НИИ теории и истории архитектуры и строительной техники, Госстройиздат УССР. 1963. — 40 с., ил.
- Киевский метрополитен / сборник на рус., укр. и англ. яз. — Киев, «Будівельник» 1976. — 94 с.: ил.
- Київський метрополiтен / сборник. — Киев, «Будівельник», 1980. — 168 с.: ил.  (укр.)
- Киевметрострою — 50. Трассы в будущее / Под редакцией Кейбиса В. Ю. — Киев, Издательство «Росток», 1999. — 228 с.: ил.  (укр.)
- Киевский метрополитен — 40 лет / сборник. — Харьков, Научно-технол. институт транскрипции, трансляции и репликации, 2000. — 224 с.: ил.  (укр.)
- Все про метро / довідник. — Київ, 2010. — 96 с.: іл.  (укр.)

### Брошюры
- Київський метрополітен / брошюра на укр. и рус. яз. — Киев, Гос. изд. по изобр. иск. и муз. лит., 1961. — 16 c., ил.  (рус.) (укр.)
- Die Kiewer Untergrundbahn / Київський метрополітен / брошюра на нем. и укр. яз. — Киев, «Мистецтво», 1969. — 12 c., ил.  (нем.) (укр.)
- Київський метрополітен / брошюра на укр. яз. — Киев, КНФ, 1994. — 28 c., ил.  (укр.)

### Статьи

#### Линии и станции
- Сапрыкин Л. Д. Киевский метрополитен // Строительство и архитектура. — 1958. — № 4. — С. 24-26, ил..

- Сапрыкин Л. Д. Станции Киевского метрополитена // Строительство и архитектура. — 1958. — № 11. — С. 3-5, ил..

- Головко Г. В. Архитектура Киевского метрополитена. // Строительство и архитектура. — 1960. — № 11.

- Сапрыкин Л. Д. Технический прогресс на службе у метростроителей // Строительство и архитектура. — 1960. — № 11.

- The Kiev Metro. Latest U.S.S.R. Underground // Modern Transport. — 1961. — № 3.

- Днестров И., Игнаткин И. Киевский метрополитен // Архитектура СССР. — 1961. — № 9. — С. 27—34, ил..

- Касьянов О. М. Третій метрополітен // Вісник Академії будівництва і архітектури УРСР. — 1961. — № 1. — С. 7—9, іл.  (укр.).

- Сапрыкин Л. Д., Поправко В. Дарницкий радиус Киевского метрополитена действует. // Строительство и архитектура. — 1966. — № 1.

- Масленков И. Л., Дышло В. И. Новая линия киевского метро. // Строительство и архитектура. — 1971. — № 2.

- Киевский метрополитен: новый участок Сырецко-Печерской линии // Метро и тоннели. — 2004. — № 6. — С. 6—7. — ISSN 1726-6165.

- Пивненко В. Н. «Вырлица» — новая станция Киевского метрополитена // Метро и тоннели. — 2006. — № 3. — С. 11. — ISSN 1726-6165.

- Федоренко В. И. Киевский метрополитен // Метро и тоннели. — 2012. — № 2. — С. 16—19. — ISSN 1726-6165.

#### Оплата
- Кожара А. В. Новые жетоны метрополитенов стран СНГ // Петербургский коллекционер. — 2001. — № 8 (14). — С. 2.

- Гамбарян Г. Р. Необычные пластиковые жетоны метро: история, технология, вопросы и ответы // Петербургский коллекционер. — 15 сентября 2008. — № 4 (49). — С. 20—21.

## Видео
- Макет лифта для вагонов на станции «Днепр» в действии (3,9 Mb) Архивная копия от 29 февраля 2008 на Wayback Machine